# Crayon Shin-chan - Shurai!! Uchujin shiriri
Crayon Shin-chan - Shurai!! Uchujin shiriri (クレヨンしんちゃん: 襲来！！宇宙人シリリ?) è un film d'animazione del 2017 diretto da Masakazu Hashimoto e tratto completamente da un soggetto di Yoshito Usui. La pellicola è il venticinquesimo film d'animazione tratto dal celebre franchise Shin Chan.

## Trama
Una sera, la famiglia Norihara scopre che nel proprio giardino è atterrato un misterioso alieno di nome Shiriri. L'alieno trasforma i genitori in due ragazzini, e per farli tornare alla normalità chiede loro di aiutarlo a trovare suo padre, che è precipitato in un'imprecisata zona del Giappone.

## Distribuzione
In Giappone, la pellicola è stata distribuita dalla Toho a partire dal 15 aprile 2017. Il film è la prima pellicola in cui il padre di Shin-chan, Hiroshi, è doppiato da Toshiyuki Morikawa, in seguito al ritiro di Keiji Fujiwara che lo doppiava dal 1992.